# Gmina Czarnocin (Powiat Kazimierski)
Die Gmina Czarnocin ist eine Landgemeinde im Powiat Kazimierski der Woiwodschaft Heiligkreuz in Polen. Ihr Sitz ist das gleichnamige Dorf.

## Gliederung
Zur Landgemeinde (gmina wiejska) Czarnocin gehören folgende Ortsteile mit einem Schulzenamt:
Bieglów
Będziaki
Charzowice
Cieszkowy
Ciuślice
Czarnocin
Dębiany
Kolosy
Koryto
Krzyż
Malżyce
Mękarzowice
Michałowice
Mikołajów
Miławczyce
Opatkowiczki
Soboszów
Sokolina
Stradów
Stropieszyn
Swoszowice
Turnawiec
Zagaje Stradowskie
Zagajów
Weitere Ortschaften der Gemeinde sind Budziszowice, Sadzawka und Zielonki.